# Escravidão em Angola
A escravatura (ou escravidão) em Angola existia desde o final do século XV, quando Portugal estabeleceu contatos com os povos que viviam no que é o noroeste do país atual, e lá fundou vários postos comerciais na sua costa. Alguns desses povos, como os Imbangala e os Mbundu, eram e foram ativos comerciantes de escravos durante séculos (ver Escravidão em África).
A partir de 1839 a Marinha portuguesa, apesar de muito fragilizada por ter estado envolvida na guerra civil de Portugal (1832-1834), começa a fazer forte perseguição aos navios negreiros e lhes põe fim ao negócio em toda a costa que estava sob sua autoridade.

## História
No final do século XVI, os exploradores do Reino de Portugal fundaram o assentamento fortificado de Luanda, e, mais tarde, outros pequenos postos comerciais e fortificações no rio Cuanza, bem como na costa do Atlântico a sul até Benguela. Durante esse tempo até ao início do século XIX, um dos principais componentes da sua atividade comercial consistiu no comércio atlântico de escravizados. O mesmo tráfico de escravos depois, em 1836, foi abolido pelas autoridades portuguesas. Muitos analistas comparavam a escravidão angolana em menor escala associada a servidão linhageira com as economias orientais.

### Comércio e conquista
O Império Português conquistou o povo Mbundu de Angola, incorporando a economia local no comércio atlântico de escravizados.
Em 1610, Frei Luís Brandão, chefe do colégio jesuíta de Luanda, administrado por portugueses, escreveu a um jesuíta que questionou a legalidade da escravização dos nativos angolanos, dizendo: "Estamos aqui há quarenta anos e tem havido muitos homens instruídos aqui e na província do Brasil que nunca consideraram o comércio ilícito." Ele afirmou ainda que apenas um pequeno número de nativos poderiam ter sido escravizados ilegalmente, e que os portugueses, pelo menos, os converteram ao cristianismo. Angola exportou escravos a uma taxa de 10.000 por ano em 1612. Os portugueses construíram um novo porto em Benguela em 1616, sob os auspícios do Dominío filipino do rei Filipe III de Espanha, que permitiu expandir o acesso português aos escravos angolanos. De 1617 a 1621, durante o governo de Luís Mendes de Vasconcelos, até 50.000 angolanos foram escravizados e enviados para as Américas. Os Vergulde Valck, Negociantes de escravos holandeses compraram 675 dos mil escravos vendidos em Angola em 1660.

### Escravidão
Durante várias décadas, o tráfico de escravos com a colônia portuguesa do Brasil foi importante em Angola; Os navios brasileiros eram os mais numerosos nos portos de Luanda e Benguela. Esse comércio de escravos também envolveu mercadores e guerreiros negros locais que lucraram com o comércio.